# Liste von Persönlichkeiten der Stadt St. Louis
Die Liste von Persönlichkeiten der Stadt St. Louis enthält Personen, die in St. Louis im US-Bundesstaat Missouri geboren wurden sowie solche, die in St. Louis ihren Wirkungskreis hatten, ohne hier geboren zu sein. Beide Abschnitte sind jeweils chronologisch nach dem Geburtsjahr sortiert. Die Liste erhebt keinen Anspruch auf Vollständigkeit.

## In St. Louis geborene Persönlichkeiten

### 19. Jahrhundert

#### 1801 bis 1870
- John R. McBride (1832–1904), Politiker
- Kate Field (1838–1896), Journalistin, Publizistin und Dramatikerin
- Susan Blow (1843–1916), Reformpädagogin
- Edward Singleton Holden (1846–1914), Astronom
- John Joseph O’Neill (1846–1898), Politiker
- Georg J. Engelmann (1847–1903), deutschamerikanischer Arzt und Fachbuchautor
- Kate Chopin (1850–1904), Schriftstellerin
- Frederick Dent Grant (1850–1912), General sowie Gesandter der USA in Österreich-Ungarn
- Sara Hutzler (1853–1893), deutsch-amerikanische Schriftstellerin
- Henry Heitfeld (1859–1938), Politiker
- Miguel Antonio Otero (1859–1944), Politiker
- Franklin Wheeler Mondell (1860–1939), Politiker
- Charles Scudder (1864–1939), Golfspieler
- William Seiling (1864–1951), Tauzieher
- Jules Guérin (1866–1946), Maler, Zeichner und Illustrator
- Henry Harris (1866–1912), Theaterproduzent und -manager
- Thomas Kinney (1868–1912), Politiker
- Charles Leonard Bouton (1869–1922), Mathematikprofessor
- Bainbridge Colby (1869–1950), Jurist und Politiker
- John Joseph Buerger (1870–1951), Ruderer
- Gus Voerg (1870–1944), Ruderer

#### 1871 bis 1880
- Winston Churchill (1871–1947), Schriftsteller
- Frank Dummerth (1871–1936), Ruderer
- Frederick Semple (1872–1927), US-amerikanischer Golf- und Tennisspieler
- Bessie Potter Vonnoh (1872–1955), Bildhauerin
- Henry S. Caulfield (1873–1966), Politiker
- Thomas F. Ford (1873–1958), Politiker
- Charles Rose (1873–1957), Tauzieher
- Oscar E. Berninghaus (1874–1952), Maler
- Halstead Dorey (1874–1946), Generalmajor der United States Army
- Thomas Egan (1874–1919), Gangsterboss
- Lou Heim (1874–1954), Ruderer
- Adolph Ernst Knoch (1874–1965), Autor und Bibelherausgeber
- Albert Bond Lambert (1875–1946), Golfer und Luftfahrtpionier
- Richard E. Miller (1875–1943), Maler
- Robert Evans Snodgrass (1875–1962), Entomologe und Künstler
- George Herbert Walker (1875–1953), Bankier
- Joseph Wear (1876–1941), Tennisspieler und -funktionär
- Richard C. Dillon (1877–1966), Politiker
- Ralph McKittrick (1877–1923), US-amerikanischer Golf- und Tennisspieler
- Stuart Stickney (1877–1932), Golfer
- Theron Ephron Catlin (1878–1960), Politiker
- Augustus Goessling (1878–1963), Schwimmer und Wasserballspieler
- Albert Nasse (1878–1910), Ruderer, Olympiasieger
- Wilhelmina Weber Furlong (1878–1962), deutsch-US-amerikanische Künstlerin und Lehrerin
- King Baggot (1879–1948), Schauspieler, Regisseur und Drehbuchautor
- Dwight Filley Davis (1879–1945), Politiker und Tennisspieler
- Lawrence Lewis (1879–1943), Politiker
- Amedee Reyburn (1879–1920), Schwimmer und Wasserballspieler
- William Stickney (1879–1944), Golfspieler
- Emil Voigt (1879–1946), Turner
- George John Dietz (1880–1965), Ruderer, Olympiasieger
- Gwynne Evans (1880–1965), Schwimmer, Wasserballspieler und Leichtathlet
- Paul Gleeson (1880–1956), Tennisspieler
- Arthur Wear (1880–1918), Tennisspieler

#### 1881 bis 1890
- Louis Chauvin (1881–1908), Ragtime-Pianist und -Komponist
- Joseph M. Cummins (1881–1959), Generalmajor der United States Army
- Joseph Forshaw (1881–1964), Leichtathlet
- Oscar Friede (1881–1943), Tauzieher
- Clarence Gamble (1881–1952), Tennisspieler
- Breckinridge Long (1881–1958), Diplomat
- William Orthwein (1881–1955), Schwimmer, Wasserballspieler und Anwalt
- Henry Potter (1881–1955), Golfspieler
- George Stadel (1881–1952), Tennisspieler
- Anne Bauchens (1882–1967), Filmeditorin
- Albert Bloch (1882–1961), Maler, Schriftsteller und Übersetzer
- Simeon Price (1882–1945), Golfer
- Christian Hermann Winkelmann (1883–1946), Bischof von Wichita
- George McManus (1884–1954), Cartoonist und Comiczeichner
- Sara Teasdale (1884–1933), Dichterin
- Murray Carleton (1885–1959), Golfer
- Robert Collier (1885–1950), Schriftsteller
- Marquard Schwarz (1887–1968), Schwimmer
- Cecil Cunningham (1888–1959), Theater- und Filmschauspielerin
- T. S. Eliot (1888–1965), Lyriker, Dramatiker und Kritiker
- Joseph Erxleben (1889–1973), Langstreckenläufer
- Lloyd Espenschied (1889–1986), Elektrotechniker
- Hugh Ferriss (1889–1962), Architekt und Architekturzeichner
- Eddie Kane (1889–1969), Schauspieler
- Thomas McKittrick (1889–1970), Anwalt und Bankier
- Gene Rodemich (1890–1934), Jazzpianist, Bandleader und Filmkomponist

#### 1891 bis 1900
- Joe Kayser (1891–1981), Schlagzeuger und Big Bandleader
- Wallace Reid (1891–1923), Filmschauspieler
- Leo F. Forbstein (1892–1948), Dirigent und Oscarpreisträger
- Leroy H. Watson (1893–1975), Generalmajor der United States Army
- Del Andrews (1894–1942), Filmregisseur und Drehbuchautor
- William J. Blake (1894–1968), Schriftsteller
- Andrew D. Bruce (1894–1969), Generalleutnant der United States Army
- Wallace A. Carlson (1894–1967), Comiczeichner und Produzent, Regisseur und Drehbuchautor
- Maximilian Mueller (1894–1981), Bischof von Sioux City
- Albert Stoessel (1894–1943), Komponist und Violinist
- Leroy Harris senior (1895–1969), Jazzmusiker
- Charles Turner Joy (1895–1956), Admiral der United States Navy
- Eva Taylor (1895–1977), Blues- und Jazzsängerin sowie Schauspielerin
- Mark Kenny Carroll (1896–1985), Bischof von Wichita
- Dan A. Kimball (1896–1970), Geschäftsmann und Politiker
- Lewis Stadler (1896–1954), Genetiker
- Oscar J. Friend (1897–1963), Schriftsteller, Herausgeber und Literaturagent
- Roscoe H. Hillenkoetter (1897–1982), Vizeadmiral
- Jimmy Conzelman (1898–1970), American-Football-Spieler und -Trainer
- Leo John Steck (1898–1950), römisch-katholischer Geistlicher, Weihbischof in Salt Lake City
- Edmond Bruce (1899–1973), Elektroingenieur
- Red McKenzie (1899–1948), Jazz-Musiker
- Helen Traubel (1899–1972), Sopranistin
- Dorothy Yost (1899–1967), Drehbuchautorin
- Herbert Blumer (1900–1987), American-Football-Spieler
- Andrew Brown (1900–1960), Jazz-Klarinettist
- Dewey Jackson (1900–1994), Trompeter, Kornettist und Bandleader
- Edward Ward (1900–1971), Komponist von Filmmusik

### 20. Jahrhundert

#### 1901 bis 1910
- Walker Hancock (1901–1998), Bildhauer
- Oliver Horn (1901–1960), Wasserballspieler
- Franz Stark (1901–1982), US-amerikanisch-deutscher Nationalsozialist
- Carl Henry Eckart (1902–1973), Physiker und Ozeanograph
- Louis Forbes (1902–1981), Dirigent, Liedtexter und Komponist von Filmmusik
- Raymond Willard Karst (1902–1987), Politiker
- Daniel Kinsey (1902–1970), Leichtathlet
- Henrietta Hill Swope (1902–1980), Astronomin
- Alfred Caldwell (1903–1998), Landschaftsarchitekt, Architekt, Bauingenieur und Poet
- Walker Evans (1903–1975), Fotograf
- Robert E. Hannegan (1903–1949), Politiker
- Thomas C. Hennings (1903–1960), Politiker
- Al Hirschfeld (1903–2003), Cartoonzeichner
- Edith Johnson (1903–1988), Jazzpianistin und Bluessängerin
- Francis Otto Schmitt (1903–1995), Neurobiologe
- Robert W. Colglazier (1904–1993), Generalleutnant der United States Army
- Arville Harris (1904–1954), Jazzmusiker
- Patsy Ruth Miller (1904–1995), Schauspielerin
- Laura La Plante (1904–1996), Schauspielerin
- Augustine Francis Wildermuth (1904–1993), Jesuit, Bischof von Patna in Indien
- Gordon Wiles (1904–1950), Filmregisseur, Artdirector und Szenenbildner
- Robert Everard Woodson (1904–1963), Botaniker
- Frank Faylen (1905–1985), Schauspieler
- Emily Hahn (1905–1997), Journalistin und Autorin
- Josephine Baker (1906–1975), französische Tänzerin, Sängerin und Schauspielerin
- Eugene Carson Blake (1906–1985), Theologe der Presbyterian Church
- John Boulicault (1906–1985), Radrennfahrer
- James Brooks (1906–1992), Maler
- Josephine Chanler (1906–1992), Mathematikerin und Hochschullehrerin
- Phil Davis (1906–1964), Comiczeichner
- Nelson Dunford (1906–1986), Mathematiker
- William McChesney Martin (1906–1998), Chef des US-amerikanischen Federal Reserve Systems
- Joe Besser (1907–1988), Komiker und Synchronsprecher
- John Cody (1907–1982), Erzbischof von Chicago
- William Dollar (1907–1986), Balletttänzer, Ballettmeister und Choreograph
- Charles Eames (1907–1978), Designer und Architekt
- William Einstein (1907–1972), Maler
- Gene Sedric (1907–1963), Tenorsaxophonist und Klarinettist
- Mary Treen (1907–1989), Schauspielerin
- Martha Gellhorn (1908–1998), Journalistin und Schriftstellerin
- Katherine Henderson (1909–2002), Bluessängerin
- Mouse Randolph (1909–1997), Swing- und Rhythm-and-Blues-Trompeter
- Julian Alfred Steyermark (1909–1988), Botaniker
- James W. Sullivan (1909–1974), Szenenbildner und Artdirector
- Kay Thompson (1909–1998), Sängerin, Arrangeurin, Komponistin, Schauspielerin und Schriftstellerin
- David Bodian (1910–1992), Mediziner und Wissenschaftler
- Marion Francis Forst (1910–2007), Bischof
- Marshall Hall (1910–1990), Mathematiker
- Barbara O’Neil (1910–1980), Schauspielerin
- Mary Wickes (1910–1995), Schauspielerin
- Sid Wyman (1910–1978), Glücks- und Pokerspieler
- Robert L. Simpson (1910–1977), Filmeditor

#### 1911 bis 1920
- Lee Falk (1911–1999), Comicautor und -zeichner
- John „Bugs“ Hamilton (1911–1947), Jazztrompeter
- Robert McCulloch (1911–1977), Unternehmer
- Vincent Price (1911–1993), Schauspieler und Autor
- Orrin Tucker (1911–2011), Saxophonist und Bigband-Leader
- Marshall Wayne (1912–1999), Wasserspringer
- Walter Jackson Ong (1912–2003), Geistlicher, Literaturwissenschaftler und Medientheoretiker
- Ted Buckner (1913–1976), Jazzmusiker
- William Ching (1913–1989), Schauspieler
- Karl George (1913–1978), Jazzmusiker
- Otto Schmitt (1913–1998), Biophysiker
- Singleton Palmer (1913–1993), Jazzmusiker
- Harold Shorty Baker (1914–1966), Jazzmusiker
- William S. Burroughs (1914–1997), Schriftsteller
- George Joseph Gottwald (1914–2002), Geistlicher
- Edward O’Hare (1914–1943), Marineoffizier der United States Navy
- Harriet Bland (1915–1991), Leichtathletin und Olympiasiegerin
- Milt Buckner (1915–1977), Jazzpianist und Organist des Swing
- Fred S. Fox (1915–2005), Drehbuchautor und Gag-Schreiber
- Gene Phillips (1915–1990), R&B-Musiker
- Robert Henry Dicke (1916–1997), Physiker und Astrophysiker
- Betty Grable (1916–1973), Schauspielerin
- Patrick Gray (1916–2005), Jurist und Regierungsbeamter
- Robert F. Inger (1920–2019), Herpetologe
- George Mackey (1916–2006), Mathematiker
- Jean Rouverol (1916–2017), Schauspielerin und Drehbuchautorin
- Ben Weber (1916–1979), Komponist
- A. E. Hotchner (1917–2020), Schriftsteller
- Melvin Kranzberg (1917–1995), Technikhistoriker
- Velma Middleton (1917–1961), Jazzsängerin
- Floyd Smith (1917–1982), Jazzgitarrist, Komponist und Musikproduzent
- Freddie Blassie (1918–2003), Wrestler und Wrestling-Manager
- Verna Fields (1918–1982), Filmeditorin
- Walter P. Leber (1918–2009), Gouverneur der Panamakanalzone
- George Moore (1918–2014), Armeeoffizier und Sportler (moderner Fünfkampf)
- George E. Mueller (1918–2015). Raumfahrtingenieur
- Constance Reid (1918–2010), Autorin und Mathematikhistorikerin
- Julia Robinson (1919–1985), Mathematikerin
- Jimmy Forrest (1920–1980), Jazzmusiker
- Wendell Marshall (1920–2002), Jazz-Bassist
- Johnny Haymer (1920–1989), Schauspieler
- Virginia Mayo (1920–2005), Filmschauspielerin
- William Cartwright (1920–2013), Filmeditor
- Clark Terry (1920–2015), Jazz-Trompeter, Flügelhornspieler, Bandleader und Komponist

#### 1921 bis 1930
- Jimmy McCracklin (1921–2012), Bluespianist, Sänger und Komponist
- Edward Thomas O’Meara (1921–1992), US-amerikanischer Geistlicher, Erzbischof von Indianapolis
- James Paul Wesley (1921–2007), Physikprofessor
- Jimmy Wilkins (1921–2018), Jazz-Posaunist und Bandleader
- Carl Zytowski (1921–2018), Opernsänger
- Taswell Baird (1922–2002), US-amerikanischer Jazzposaunist
- Chester Nelsen junior (1922–2018), Radrennfahrer
- Ernie Wilkins (1922–1999), Jazz-Saxophonist, Komponist und Bandleader
- Joseph Alphonse McNicholas (1923–1983), römisch-katholischer Bischof von Springfield in Illinois
- Robert Coldwell Wood (1923–2005), Politikwissenschaftler und Politiker
- Ella Jenkins (1924–2024), Musikerin im Bereich der Kindermusik
- Bob Kurland (1924–2013), Basketballspieler
- Dennis Lynds (1924–2005), Schriftsteller
- Phyllis Schlafly (1924–2016), Publizistin und politische Aktivistin
- Thomas H. Stix (1924–2001), Physiker
- William H. Webster (1924–2025), Direktor des FBI und der CIA
- Yogi Berra (1925–2015), Baseballspieler und -manager
- Doris Hart (1925–2015), Tennisspielerin
- Doris Roberts (1925–2016), Schauspielerin
- Cal Tjader (1925–1982), Latin-Jazz-Musiker
- Chuck Berry (1926–2017), Sänger, Gitarrist, Komponist und ein Pionier des Rock ’n’ Roll
- Buddy Childers (1926–2007), Bigband-Jazz-Trompeter
- William H. Danforth (1926–2020), Arzt
- Jimmy Gourley (1926–2008), Jazzgitarrist
- Roy Sievers (1926–2017), Baseballspieler
- Betsy Ancker-Johnson (1927–2020), Physikerin und Professorin
- Bob Graf (1927–1981), Jazz-Tenorsaxophonist
- Robert Guillaume (1927–2017), Schauspieler
- Charles Whittenberg (1927–1984), Komponist und Musikpädagoge
- John Nicholas Wurm (1927–1984), katholischer Geistlicher, Bischof von Belleville
- Maya Angelou (1928–2014), Schriftstellerin, Professorin und Bürgerrechtlerin
- Betty Berzon (1928–2006), Autorin und Psychotherapeutin
- Bob Gordon (1928–1955), Jazz-Baritonsaxophonist und Bassklarinettist des Modern Jazz
- Michael Harrington (1928–1989), Sozialist, Buchautor, politischer Aktivist
- Bob Kehoe (1928–2017), Baseball- und Fußballspieler sowie Fußballtrainer
- Ed Macauley (1928–2011), Basketballspieler
- Gino Pariani (1928–2007), Fußballspieler
- Edgar Bateman (1929–2010), Jazz-Schlagzeuger
- Benbow Bullock (1929–2010), Bildhauer
- Moses Gunn (1929–1993), Schauspieler
- Elston Howard (1929–1980), Baseballspieler
- David E. Kuhl (1929–2017), Nuklearmediziner, Hochschullehrer
- Lennie Niehaus (1929–2020), Jazzmusiker
- Robert W. Sennewald (1929–2023), General der United States Army
- William Smiley Winters (1929–1994), Jazz-Schlagzeuger
- Stuart Altmann (1930–2016), Verhaltensforscher
- Marshall Fixman (1930–2016), Chemiker
- Tom Hornbein (1930–2023), Bergsteiger
- Ronald Stein (1930–1988), Komponist und Filmkomponist
- Earl Weaver (1930–2013), Baseballmanager

#### 1931 bis 1940
- Joe Becker (1931–2014), Radrennfahrer
- Bill Clay (1931–2025), Politiker
- W. Gary Ernst (* 1931), Geologe
- Bill Looby (1931–1998), Fußballspieler
- Will McBride (1931–2015), Fotograf und bildender Künstler
- Edward Joseph O’Donnell (1931–2009), römisch-katholischer Bischof
- Herbert Simmons (* 1931), Schriftsteller
- Dick Gregory (1932–2017), Comedian, Aktivist, Gesellschaftskritiker und Unternehmer
- Alvin Malnik (* 1932), Anwalt, Geschäftsmann und Unternehmer
- Oliver Nelson (1932–1975), Jazz-Saxophonist, Jazz- und Film-Komponist, Arrangeur und Band-Leader
- Erhard Neumann (1932–2002), Radrennfahrer
- Walter Staley (1932–2010), Reitsportler
- George Van Meter (1932–2007), Radrennfahrer
- Richard Askey (1933–2019), Mathematiker
- Earl Cross (1933–1987), Jazztrompeter
- Charles Kynard (1933–1979), Kirchenorganist und Hammond-Orgel-Spieler
- Sam Lazar (* 1933), Jazzpianist
- Richard Rose (* 1933), Politikwissenschaftler
- Stephen Schanuel (1933–2014), Mathematiker
- Ronald Townson (1933–2001), Sänger und Keyboarder[1][2]
- Penny Banner (1934–2008), Wrestlerin
- Nick Bockwinkel (1934–2015), Wrestler
- Andrew L. Cooley (1934–2015), Generalmajor der United States Army
- Art Demmas (1934–2016), AFL- und NFL-Schiedsrichter
- William Dean Tinker (* 1934), Organist, Pianist, Cembalist und Musikpädagoge
- Jimmy Woods (1934–2018), Alt- und Tenorsaxophonist
- Malcolm Frager (1935–1991), Pianist
- Grant Green (1935–1979), Jazzgitarrist und Komponist
- Paul O’Neill (1935–2020), Finanzminister der USA im Kabinett von George W. Bush
- Ken Rothman (1935–2019), Politiker und Vizegouverneur von Missouri
- Paul Albert Zipfel (1935–2019), römisch-katholischer Geistlicher, Bischof von Bismarck
- John Danforth (* 1936), Priester der Episkopalkirche, Jurist und Politiker
- Teddy Infuhr (1936–2007), Schauspieler, Kinderdarsteller
- Joan Kelly Horn (* 1936), Politikerin
- Charles William Myers (1936–2018), Herpetologe und Kurator
- Jack Parker Hailman (1936–2016), Professor für Zoologie, Experimentator und Tierverhaltensforscher
- August Anheuser Busch (* 1937), Brauereiunternehmer
- Grace Bumbry (1937–2023), Sängerin
- Clarence Sharpe (1937–1990), Jazzmusiker
- Felicia Weathers (* 1937), Opernsängerin
- Nicholas Worth (1937–2007), Schauspieler
- Eugene Church (1938–1993), R&B-Sänger
- Billy Davis junior (* 1938), Musiker
- Dick Hantak (* 1938), NFL-Schiedsrichter
- Jim Pike (1938–2019), Sänger des Gesangstrios The Lettermen
- Donald Walden (1938–2008), Jazzmusiker und Hochschullehrer
- Maxine Waters (* 1938), Politikerin
- Kit Bond (1939–2025), Politiker
- Sam T. Brown (1939–1977), Jazzgitarrist
- Joe Camp (1939–2024), Regisseur, Drehbuchautor und Filmproduzent
- Stephen Posen (* 1939), Maler
- Marjorie Senechal (* 1939), Mathematikerin
- Fontella Bass (1940–2012), R&B- und Soul-Sängerin, Pianistin und Komponistin
- Earl Buchholz (* 1940), Tennisspieler
- Bob Heil (1940–2024), Tontechniker
- Ted Kulongoski (* 1940), Politiker
- Benedict Thomas Viviano (* 1940), Theologe

#### 1941 bis 1950
- Barbara Carr (* 1941), Bluessängerin
- Dick Gephardt (* 1941), US-Kongressabgeordneter
- David Paul Landau (* 1941), Physiker und Hochschullehrer
- Chuck McKinley (1941–1986), Tennisspieler
- James L. Patton (* 1941), Evolutionsbiologe und Mammaloge
- Phillip Wilson (1941–1992), Schlagzeuger und Perkussionist des Creative Jazz
- C. J. Cherryh (* 1942), Schriftstellerin
- Lee Dorman (1942–2012), Rock-Bassist
- Edward Joseph Hoffman (1942–2004), Wissenschaftler
- Marsha Mason (* 1942), Schauspielerin
- Robert Clyde Springer (* 1942), Astronaut
- Jeannie Bell (* 1943), Schauspielerin und ehemaliges Playmate
- Nicholas Corea (1943–1999), Drehbuchautor, Filmproduzent und Filmregisseur
- Mary Frann (1943–1998), Film- und Fernsehschauspielerin
- John Raymond Gaydos (* 1943), Bischof von Jefferson City
- Larry Hornbeck (* 1943), Physiker
- Joyce Meyer (* 1943), Predigerin
- Robert Bruce Meyer (* 1943), Physiker und Hochschullehrer
- Norman H. Nie (1943–2015), Politik- und Sozialwissenschaftler
- Mike Peters (* 1943), Comiczeichner und Karikaturist
- John J. Winkler (1943–1990), Altphilologe und Benediktinermönch
- Rick Gekoski (* 1944), englischer Schriftsteller, Verleger und Händler
- Yitzchak Ginsburgh (* 1944), israelischer Chabad-Rabbiner, jüdischer Gelehrter und Autor
- Jerry Gollub (1944–2019), Physiker
- Frank Keating (* 1944), Politiker
- John Milius (* 1944), Regisseur, Drehbuchautor und Filmproduzent
- Donald Nelsen (* 1944), Radrennfahrer
- James Peake (* 1944), Generalleutnant
- David Rasche (* 1944), Schauspieler
- Robert McHenry (* 1945), Autor
- Michael Nader (1945–2021), Schauspieler
- David Schramm (1945–1997), Astrophysiker
- Michael John Sheridan (1945–2022), römisch-katholischer Bischof
- Michael Bourne (1946–2022), Musikjournalist und Rundfunkmoderator
- Andreas Katsulas (1946–2006), Schauspieler
- Janet Lever (* 1946), Soziologin
- Dan O’Bannon (1946–2009), Drehbuchautor und Regisseur
- Jeffrey Pfeffer (* 1946), Wirtschaftswissenschaftler, Hochschullehrer
- Robert Ray (1946–2022), Komponist, Chorleiter, Pianist
- Jackie Ross (* 1946), Soulsängerin
- Marilyn vos Savant (* 1946), Kolumnistin und Autorin
- Jo Jo White (1946–2018), Basketballspieler
- Baikida Carroll (* 1947), Jazztrompeter und Komponist
- John Cothran Jr. (* 1947), Schauspieler
- Kevin Kline (* 1947), Schauspieler
- Roger D. Kornberg (* 1947), Biochemiker
- Renner Wunderlich (* 1947), Filmproduzent und Regisseur
- T-Bone Burnett (* 1948), Rock-Sänger, -Gitarrist und -Produzent
- Jim Byrnes (* 1948), Schauspieler und Blues-Musiker
- Steven Chu (* 1948), Physiker
- Arthur Demling (* 1948), Fußballspieler
- Daniel Hamburg (* 1948), Politiker
- Jimmy James Kolker (* 1948), Botschafter der Vereinigten Staaten
- Jerry P. Lanier (1952–2022), Botschafter der Vereinigten Staaten
- Penelope Milford (* 1948), Schauspielerin
- Marianne Muellerleile (* 1948), Schauspielerin
- Richard Rosenfeld (1948–2024), Kriminalsoziologe
- Betty Thomas (* 1948), Schauspielerin und Regisseurin
- Leslie Feinberg (1949–2014), Autor und LGBT-Aktivist
- Gerald Horne (* 1949), marxistischer Neuzeithistoriker
- George Joseph Lucas (* 1949), römisch-katholischer Geistlicher, Erzbischof
- Rasul Siddik (1949–2023), Trompeter des Avantgarde Jazz
- Barry Siegel (* 1949), Inlandskorrespondent der Los Angeles Times
- Eugene Butcher (* 1950), Mediziner, Immunologe und Professor
- Lynn Deerfield (1950–2011), Schauspielerin
- Timothy Dolan (* 1950), Erzbischof von New York
- Mike Margulis (1950–2018), Fußballspieler
- Dennis Moeller (* 1950), Elektroingenieur
- Ann Savoy (* 1950), Cajunsängerin und -gitarristin
- Don Stille (* ≈1950), Jazzmusiker
- Luther Thomas (1950–2009), Altsaxophonist des Avantgarde Jazz
- Douglas E. Winter (* 1950), Schriftsteller, Kritiker und Anwalt

#### 1951 bis 1960
- Thomas Dale Akers (* 1951), Astronaut
- Gerry Becker (1951–2019), Schauspieler
- Mark Bowden (* 1951), Reporter und Autor
- Mark Demling (* 1951), Fußballspieler
- John Doerr (* 1951), Manager
- Ellen Foley (* 1951), Sängerin und Schauspielerin
- Catherine von Fürstenberg-Dussmann (* 1951), Schauspielerin, Designerin und Managerin
- Michael Vlatkovich (* 1951), Jazzmusiker
- Steve Walsh (* 1951), Sänger und Keyboarder
- John Goodman (* 1952), Komiker, Schauspieler, Filmproduzent und Sänger
- Faye Kellerman (* 1952), Schriftstellerin
- Michael McDonald (* 1952), Rocksänger, -keyboarder und -songwriter
- Peter Westbrook (1952–2024), Fechter
- Joseph Bowie (* 1953), Jazz- und Funkmusiker
- David Clarenbach (* 1953), Politiker
- Jay Haas (* 1953), Profigolfer
- Karl Keaton (* 1953), Sänger und Songwriter
- Linda Lingle (* 1953), Politikerin
- Kevin Nealon (* 1953), Schauspieler und Comedian
- Leon Spinks (1953–2021), Boxer
- Mark Linn-Baker (* 1954), Schauspieler und Regisseur
- Scott Bakula (* 1954), Schauspieler
- Bill Molenhof (* 1954), Jazzmusiker
- Ken Page (1954–2024), Schauspieler und Sänger
- John Pankow (* 1954), Schauspieler
- Sam Bick (* 1955), Fußballspieler
- Nancy Boyda (* 1955), Politikerin
- Diane Weyermann (1955–2021), Filmproduzentin
- William Lacy Clay (* 1956), Politiker
- Michael Spinks (* 1956), Boxer
- Lemuel Steeples (1956–1980), Boxer
- Jim Talent (* 1956), Politiker
- Mykelti Williamson (* 1957), Schauspieler
- Kellen Winslow (* 1957), American-Football-Spieler
- Hal Haenel (* 1958), Segler und Manager in der Filmindustrie
- Jeff Rector (* 1958), Schauspieler, Filmregisseur, Filmproduzent und Drehbuchautor
- Linda Blair (* 1959), Schauspielerin
- Ronnie Burrage (* 1959), Jazzschlagzeuger
- Greg Burke (* 1959), Journalist, Pressesprecher des Heiligen Stuhls
- Darren Henley, Künstlername D. H. Peligro (1959–2022), Punkrock-Musiker
- Ray Armstead (* 1960), Leichtathlet
- Tom Kennedy (* 1960), Jazzmusiker
- Gary Knudson (* 1960), Komponist
- Greg Osby (* 1960), Jazzmusiker
- Ola Ray (* 1960), Filmschauspielerin
- Edward Matthew Rice (* 1960), katholischer Geistlicher, Bischof von Springfield-Cape Girardeau
- Dave Weckl (* 1960), Jazz- und Fusion-Schlagzeuger

#### 1961 bis 1970
- David Robert Kaufman (* 1961), Schauspieler und Synchronsprecher
- Kasi Lemmons (* 1961), Schauspielerin, Regisseurin und Drehbuchautorin
- Jonathan Losos (* 1961), Evolutionsbiologe
- Mark Rivituso (* 1961), römisch-katholischer Geistlicher, Erzbischof von Mobile
- Mike Kehoe (* 1962), Politiker, Vizegouverneur von Missouri (seit 2018)
- Cleo King (* 1962), Schauspielerin
- Ken Flach (1963–2018), Tennisspieler
- Davis Guggenheim (* 1963), Regisseur und Filmproduzent
- George Hickenlooper (1963–2010), Filmregisseur, Drehbuchautor und Filmproduzent
- Eric Person (* 1963), Saxophonist des Creative Jazz
- Julie Piekarski (* 1963), Schauspielerin
- Anita Barone (* 1964), Schauspielerin
- August Adolphus Busch (* 1964), Brauereiunternehmer
- Timothy J. Jansen (* 1964), Komponist, Organist, Pianist und Musikpädagoge
- Krista Tesreau (* 1964), Schauspielerin
- Keith Boykin (* 1965), Autor, Jurist, Journalist und politischer Kommentator
- Tom Friedman (* 1965), Konzeptkünstler und Bildhauer
- Pat LaFontaine (* 1965), Eishockeyspieler
- Maury Troy Travis (1965–2002), Serienmörder
- John Webber (* 1965), Jazzmusiker
- Richard Fortus (* 1966), Gitarrist
- James Gunn (* 1966), Drehbuchautor, Filmregisseur, Schauspieler, Filmproduzent und Musiker
- Gene Lake (* 1966), Schlagzeuger
- Paul Ranheim (* 1966), Eishockeyspieler
- Sean Blakemore (* 1967), Schauspieler
- Jeff Hartwig (* 1967), Leichtathlet
- Wendy Williams (* 1967), Wasserspringerin
- Chris Cheek (* 1968), Jazzmusiker
- Lavell Crawford (* 1968), Schauspieler
- Michael J. Kahana (* 1969), Psychologe
- Chris Rogles (* 1969), Eishockeytorhüter
- Doug Flach (* 1970), Tennisspieler
- Wendy Whoppers (* 1970), Pornodarstellerin
- Mike Zito (* 1970), Bluesrock-Gitarrist, Sänger, Produzent, Songwriter und Labelbetreiber

#### 1971 bis 1980
- Mike Caron (* 1971), Regisseur
- Cliff Couser (* 1971), Boxer
- Jon Hamm (* 1971), Schauspieler
- Eddie Hopson (* 1971), Boxer
- Truth Hurts (* 1971), R&B-Sängerin und Songwriterin
- Karl Schloz (* 1971), Jazzmusiker
- Sarah Clarke (* 1972), Schauspielerin
- Amy Frazier (* 1972), Tennisspielerin
- Kevin Puts (* 1972), Komponist
- Leonard Roberts (* 1972), Schauspieler
- Matt Schulze (* 1972), Schauspieler und Musiker
- Montez Coleman (1973–2022), Jazzmusiker
- Erin Daniels (* 1973), Schauspielerin
- Kendra Kassebaum (* 1973), Musicaldarstellerin
- Kevin Livingston (* 1973), Radrennfahrer
- Gina Tognoni (* 1973), Schauspielerin
- Eric Greitens (* 1974), Autor und Politiker
- Sean Gunn (* 1974), Schauspieler
- Nikki Boyer (* 1975), Schauspielerin und Singer-Songwriterin
- Paul Dana (1975–2006), Autorennfahrer
- Emily Haack (* 1975), Schauspielerin
- Drew Sarich (* 1975), Musicaldarsteller
- Landon Wilson (* 1975), Eishockeyspieler
- Ryan Michelle Bathé (* 1976), Schauspielerin
- Jack Dorsey (* 1976), Softwareentwickler und Unternehmer
- Tamara Crow (* 1977), Synchronschwimmerin
- Tate Decker (* 1977), Basketballspieler
- Brian Thomas Smith (* 1977), Schauspieler und Komiker
- Annie Wersching (1977–2023), Schauspielerin
- Amir Arison (* 1978), Schauspieler
- Eric Nenninger (* 1978), Schauspieler
- Cory Spinks (* 1978), Boxer
- Kelly Stables (* 1978), Schauspielerin
- Ryan Howard (* 1979), Baseballspieler
- Larry Hughes (* 1979), Basketballspieler
- Duke Johnson (* 1979), Filmregisseur
- Brad Kroenig (* 1979), Fotomodell und Dressman
- Murphy Lee (* 1979), Hip-Hop-Musiker
- Brenda Taylor (* 1979), Hürdenläuferin
- Disco D (1980–2007), Musikproduzent
- Justine Joli (* 1980), Pornodarstellerin
- Taylor Twellman (* 1980), Fußballspieler

#### 1981 bis 1990
- Jasmine Crockett (* 1981), Anwältin und Politikerin
- Sarah Haskins-Kortuem (* 1981), Triathletin
- Sunrise Adams (* 1982), Pornodarstellerin
- Nicole Galloway (* 1982), Politikerin
- Mircea Monroe (* 1982), Schauspielerin
- Evan Bourne (* 1983), Wrestler
- Lawrence Fields (* 1983), Jazzmusiker
- David Lee (* 1983), Basketballspieler
- Jimmy McKinney (* 1983), Basketballspieler
- Matt Myers (* 1983), Basketballschiedsrichter
- Amy Paffrath (* 1983), Fernsehmoderatorin, Schauspielerin, Filmproduzentin und Model
- DeUndrae Spraggins (* 1983), Basketballspieler
- Lauren Barnett (* 1984), Triathletin
- Cam Janssen (* 1984), Eishockeyspieler
- J. P. Kepka (* 1984), Shorttrack-Läufer
- Frank Simek (* 1984), Fußballspieler
- Miss Tessmacher (* 1984), Wrestlerin und Model
- Joe Germanese (* 1985), Fußballspieler
- Laurence Maroney (* 1985), American-Football-Spieler
- Mike Rodgers (* 1985), Sprinter
- Chris Butler (* 1986), Eishockeyspieler
- Candace Parker (* 1986), Basketballspielerin
- Devon Alexander (* 1987), Boxer
- Blake Strode (* 1987), Tennisspieler
- Evan Peters (* 1987), Schauspieler
- Tim Ream (* 1987), Fußballspieler
- Katie Stegeman (* 1987), Schauspielerin
- Adrian Clayborn (* 1988), Footballspieler
- Jack Combs (* 1988), Eishockeyspieler
- Patrick Maroon (* 1988), Eishockeyspieler
- Sylvester Williams (* 1988), American-Football-Spieler
- Gwen Berry (* 1989), Hammerwerferin
- Brittany Borman (* 1989), Speerwerferin
- Julie King (* 1989), Fußballspielerin
- Natalie Sago (* 1989), Basketballschiedsrichterin
- Sheldon Richardson (* 1990), American-Football-Spieler
- Bryan Carter (* 1990), Jazzmusiker
- Luis Soffner (* 1990), Fußballspieler

#### 1991 bis 2000
- Markus Golden (* 1991), American-Football-Spieler
- Shannon Vreeland (* 1991), Schwimmerin
- Christian Kirksey (* 1992), American-Football-Spieler
- Scott Mayfield (* 1992), Eishockeyspieler
- Colleen Quigley (* 1992), Leichtathletin
- Stephan Shaw (* 1992), Profiboxer
- Bradley Beal (* 1993), Basketballspieler
- Adam Lowry (* 1993), Eishockeyspieler
- Jordan Mann (* 1993), Leichtathlet
- Ben McLemore (* 1993), Basketballspieler
- Taylor Momsen (* 1993), Schauspielerin, Sängerin und Model
- Otto Porter (* 1993), Basketballspieler
- Justin Bilyeu (* 1994), Fußballspieler
- Freddie Crittenden (* 1994), Hürdenläufer
- Brendan Schmidt (* 1994), Volleyballspieler
- Devon Windsor (* 1994), Model
- Foyesade Oluokun (* 1995), American-Football-Spieler
- Jessica Chancellor (* 1996), Schauspielerin, Drehbuchautorin, Filmproduzentin und Cosplayerin
- Sophie Cunningham (* 1996), Basketballspielerin
- Slayyyter (* 1996), Singer-Songwriterin
- Armon Watts (* 1996), American-Football-Spieler
- Comethazine (* 1998), Rapper
- Jayson Tatum (* 1998), Basketballspieler

### 21. Jahrhundert
- Kyren Williams (* 2000), American-Football-Spieler
- Jameson Williams (* 2001), American-Football-Spieler
- Justin Robinson (* 2002), Sprinter
- Brandon Miller (* 2003), Mittelstreckenläufer

## Berühmte Einwohner von St. Louis
- Carl Heinrich Rösch (1807–1866), aus Württemberg immigrierter Arzt und Sozialreformer
- Carl Daenzer (1820–1906), Journalist und Zeitungsverleger
- Georg Hillgärtner (1822–1865), pfälzischer Revolutionär und US-Journalist.
- Emil Preetorius (1827–1905), Journalist und Zeitungsverleger
- Scott Joplin (1867/68–1917), Komponist und Pianist
- Hedy Epstein (1924–2016), Schriftstellerin und Bürgerrechtlerin
- Ridley Pearson (* 1953), Schriftsteller
- Mae Wheeler (1934–2011), Sängerin und Musikveranstalterin
- Qiu Xiaolong (* 1953), chinesischer Schriftsteller, Hochschullehrer, Krimi-Autor und Übersetzer
- Randy Orton (* 1980), US-amerikanischer Wrestler